# Birpath
Birpath (nep. वीरपथ) – gaun wikas samiti w zachodniej części Nepalu w strefie Seti w dystrykcie Achham. Według nepalskiego spisu powszechnego z 2011 roku liczył on 532 gospodarstwa domowe i 2875 mieszkańców (1488 kobiet i 1387 mężczyzn).